# José Ribamar Pereira
José Ribamar Pereira (Barras, 11 de julho de 1944) é um comerciante, professor e político brasileiro com atuação no Piauí. Foi prefeito de sua cidade natal por duas vezes e exerceu o mandato de deputado estadual. É conhecido pela alcunha ou apelido de Cabelouro.

## Dados biográficos
Filho de Manoel Lucas Pereira e Raimunda Rosa Pereira. Comerciante e professor, foi eleito vereador em Barras pela ARENA em 1972 e 1976 e com a volta ao pluripartidarismo no governo João Figueiredo ingressou no PMDB. Eleito prefeito de Barras em 1982 e suplente de deputado estadual em 1990, renunciou a esta condição ao ser eleito prefeito de Barras pela segunda vez em 1992.
Eleito deputado estadual em 1998, ficou na suplência em 2002 e 2006 e foi nomeado Secretário Municipal de Educação de Barras em 2010 pelo prefeito Francisco Marques da Silva. Na segunda quinzena de janeiro de 2011 foi efetivado deputado estadual após uma disputa judicial com Marcelo Coelho em torno da vaga de Moraes Souza Filho que renunciara para assumir o cargo de vice-governador do Piauí na chapa de Wilson Martins após a vitória nas eleições de 2010, pois embora Marcelo Coelho (PP) fosse o primeiro suplente da coligação, a vaga ficou com Cabelouro, pois era do mesmo partido do titular.
Sogro de Manin Rego, que foi deputado estadual, vereador e prefeito de Barras e pai de Nize Rego, que exerceu o mandato de deputada estadual na condição de suplente convocada.